# 인산 칼륨

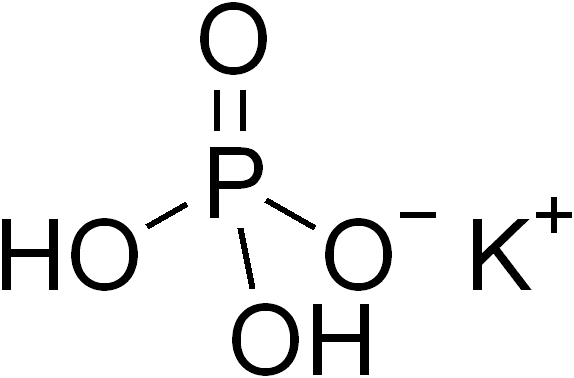
제일 인산 칼륨(KH2PO4
)

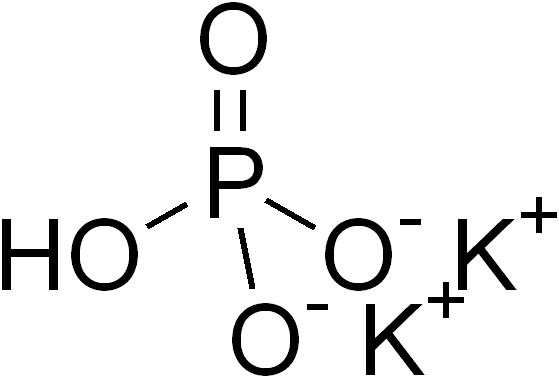
제이 인산 칼륨(K2HPO4)

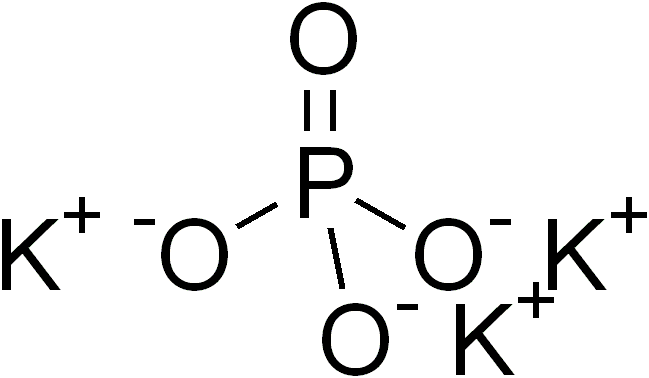
인산 칼륨(K3PO4)

인산 칼륨은 인산과 칼륨의 염의 통칭이다.
인산 칼륨의 종류에는 ...
- 제일 인산 칼륨 (KH2PO4)(136 g/mol)
- 제이 인산 칼륨 (K2HPO4)(174 g/mol)
- 인산 칼륨 (K3PO4)(212.27 g/mol)

이 있다.